# Walter Lippmann
Walter Lippmann (ur. 23 września 1889 w Nowym Jorku, zm. 14 grudnia 1974 tamże) – amerykański intelektualista; pisarz, dziennikarz i myśliciel liberalny; doradca prezydenta Roosevelta. Dwukrotnie (1958 i 1962) przyznano mu Nagrodę Pulitzera.
W swoich pracach koncentrował się wokół znaczenia opinii publicznej, kształtowanej i manipulowanej przez współczesne media. Zawdzięczamy mu popularyzację pojęcia zimna wojna, wprowadzonego przez Bernarda Barucha, którym zatytułował książkę opisującą pojawiające się napięcia między dwoma byłymi sojusznikami z czasów II wojny światowej. Stwierdził on w niej, że zakończył się okres koalicji antyhitlerowskiej, a rozpoczął się okres konfrontacji między mocarstwami zachodnimi i ZSRR.
Wprowadził w książce Opinia publiczna, wydanej w 1922 roku, pojęcie stereotypu we współczesnym znaczeniu psychologicznym, jako zespołu trwałych opinii pozyskiwanych przez jednostki w procesie kontaktów społecznych, a nie w wyniku obserwacji rzeczywistości.
W książkach U.S. Foreign Policy z 1943 r. i U.S. War Aims z 1944 określał możliwe cele polityki zagranicznej Stanów Zjednoczonych i ich ograniczenia wynikające z bilansu sił. Polemizował przy tym ze zwolennikami nadrzędności podejścia moralizującego, które jego zdaniem nie zdało egzaminu po I wojnie światowej.
W kwestii sytuacji w Europie Wschodniej dowodził między innymi, że ZSRR nie dopuści do powstania na terenie Polski rządu mogącego wziąć udział we wrogiej koalicji przeciw niemu. Lippmann twierdził, że w przypadku przekazania części dawnych terytoriów niemieckich Polsce jako rekompensaty za ziemie utracone na wschodzie, dla utrzymania ich niezbędne byłoby zewnętrzne wsparcie, którego udzielić mógłby jedynie ZSRR. Powodowało to jego zdaniem konieczność ustanowienia w Polsce rządu przyjaznego wobec tego kraju.

## Cytaty
- „Potrzeba mądrości, by pojąć mądrość: na nic muzyka, gdy publiczność głucha.“
- „Pesymizmem nazywamy umiejętność przewidywania tego, co nam się nie podoba.“
- „Żyjemy wszyscy w świecie pełnym zamętu i niebezpieczeństw, w świecie, któremu brak kierownictwa i który widocznie nie da się pokierować. Wszędzie panuje wielki niepokój i zakłopotanie. (…) Moim zdaniem wszystko to stanowi potwierdzenie historycznego faktu, że żyjemy w końcowej fazie ustalonego, tradycyjnego porządku społecznego.“
- „Prawdziwa mądrość wie, że musi iść na kompromis i zawierać trochę nonsensów, by głupcy nie mogli odkryć, że to jednak mądrość.“
- „Gdzie wszyscy myślą tak samo, nikt nie myśli zbyt wiele.“
- „Pokolenie, do którego należymy, uczy się dzisiaj z własnego doświadczenia, co się dzieje, gdy człowiek odwraca się od wolności ku przymusowemu zarządzaniu jego sprawami. Choć ludzie obiecują sobie bogatsze życie, w praktyce muszą się go wyrzec, gdy bowiem wzrasta zorganizowane zarządzanie, rozmaitość celów musi ustąpić pola jednoliceniu. Jest to nemezis planowanego społeczeństwa i zasada autorytaryzmu w sprawach ludzkich.“

## Tłumaczenia na j. polski
- Opinia publiczna, przedmowa Paweł Armada, tł. Joanna Tegnerowicz, Kraków 2020, Fundacja Lethe/Animi2, s. 400, ISBN 978-83-66303-06-5 (Public Opinion 1922).